# لیتل ایتالی (بالتیمور)
لیتل ایتالی (به انگلیسی: Little Italy) یک منطقهٔ مسکونی در ایالات متحده آمریکا است که در جنوب شرقی بالتیمور، مریلند واقع شده‌است. این محله به میراث و هویت قوی ایتالیایی-آمریکایی خود شهرت دارد. ساکنان این محله نوادگان مهاجران پیشین هستند و همچنان اصلیت ایتالیایی-آمریکایی خود را حفظ کرده‌اند و از نظر قومی نزدیک به هم باقی مانده‌اند.